# Хорынец-Здруй (гмина)
Хорынец-Здруй (пол. Horyniec-Zdrój) — сельская гмина (волость) в Польше, входит как административная единица в Любачувский повет, Подкарпатское воеводство. Население — 4933 человека (на 2004 год).

## Демография
| Перепись                       | Всего   | Всего | Женщины | Женщины | Мужчины | Мужчины |
| ------------------------------ | ------- | ----- | ------- | ------- | ------- | ------- |
| Единицы                        | человек | %     | человек | %       | человек | %       |
| Население                      | 4933    | 100   | 2467    | 50      | 2466    | 50      |
| Плотность населения (чел./км²) | 24,3    | 24,3  | 12,2    | 12,2    | 12,2    | 12,2    |

## Сельские округа
1. Верхрата
2. Прусе
3. Нове-Брусно
4. Полянка-Хорынецка
5. Новины-Хорынецке
6. Дзевенцеж
7. Подемщызна
8. Кшиве
9. Хорынец-Здруй
10. Вулька-Хорынецка
11. Радруж
12. Мжиглоды-Любыцке

## Соседние гмины
1. Гмина Цешанув
2. Гмина Любачув
3. Гмина Нароль